# بروس آموس
بروس آموس هو لاعب شطرنج كندي، ولد في 30 ديسمبر 1946 في تورونتو في كندا.

## وصلات خارجية
- بروس آموس على موقع الاتحاد الدولي للشطرنج (الإنجليزية)
- بروس آموس على موقع مباريات الشطرنج (الإنجليزية)
- بروس آموس على موقع 365Chess.com (الإنجليزية)
- بروس آموس على موقع Chesstempo.com (الإنجليزية)
- بروس آموس سجل أولمبياد الشطرنج على موقع OlimpBase.org (الإنجليزية)